# Ernesto Corripio y Ahumada
Ernesto Corripio y Ahumada (29. června 1919, Tampico – 10. dubna 2008, Ciudad de México) byl mexický arcibiskup a kardinál.

## Stručný životopis
Po studiích v semináři v Puebla de Los Ángeles a v Římě (kde získal tři doktoráty: z katolické teologie, církevního práva a církevních dějin) byl v roce 1942 vysvěcen na kněze. Roku 1945 se vrátil do Mexika, kde působil v pastoraci. V roce 1952 byl jmenován světícím biskupem, roku 1956 se stal sídelním biskupem diecéze Ciudad Victoria-Tamaulipas. Po jedenácti letech, v roce 1967, byl jmenován sídelním arcibiskupem v Antequeře, roku 1976 se stal arcibiskupem v Puebla de los Ángeles, ale již v roce 1977 byl jmenován arcibiskupem primaciálního sídla v Mexiku, jímž byl až do své emeritace v roce 1994. Papež Jan Pavel II. ho dne 30. června 1979 kreoval kardinálem knězem s titulárním kostelem Immacolata al Tiburtino. Kardinál Corripio zemřel v roce 2008 a je pochován v katedrále své mexické arcidiecéze.